# Drakótrypa
Drakótrypa är en ort i Grekland.   Den ligger i prefekturen Nomós Kardhítsas och regionen Thessalien, i den centrala delen av landet, 240 km nordväst om huvudstaden Aten. Drakótrypa ligger 705 meter över havet och antalet invånare är 579.
Terrängen runt Drakótrypa är bergig åt sydväst, men åt nordost är den kuperad. Runt Drakótrypa är det ganska glesbefolkat, med 43 invånare per kvadratkilometer. Närmaste större samhälle är Mouzáki, 6,6 km nordost om Drakótrypa. I omgivningarna runt Drakótrypa växer i huvudsak blandskog.